# سوء رفتار جنسی
سوء رفتار جنسی، نوعی سوء رفتار است که ماهیتی جنسی دارد و در طیفی از رفتارهای جنسی ناخواسته و نامطلوب قرار می‌گیرد. این موارد شامل رفتارهایی است که از نظر اخلاقی، چه به صورت فردی و چه در سطح جامعه، نامناسب تلقی می‌شوند، مانند آزار جنسی و/یا تجاوز جنسی مجرمانه. 

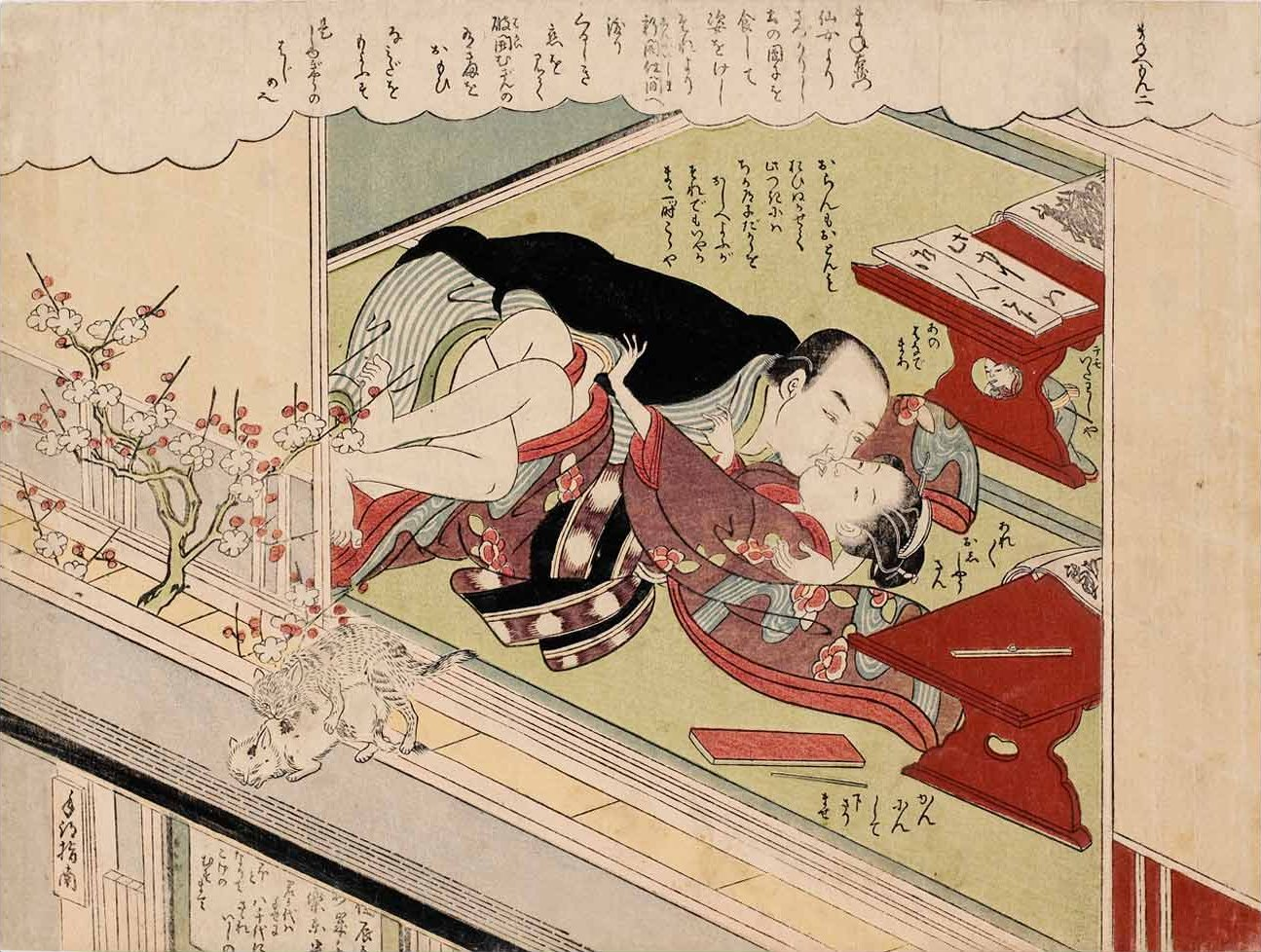
سوزوکی هارونوبو - «سوء رفتار جنسی»، از کتاب مد روز، شهوانی منیمون، ۱۷۷۰

به طور کلی، از نظر قانونی، سوء رفتار جنسی یک اصطلاح «اصطلاح غیرتخصصی» است که نمایانگر شکستن مرزهای اخلاقی است، این اصطلاح به‌ویژه در مواردی به کار می‌رود که موقعیت به طور معمول غیرجنسی است و بنابراین رفتار جنسی در آن موقعیت غیرمعمول و نادرست به نظر می‌رسد، یا زمانی که در آن موقعیتی قدرت یا اختیارات فردی وجود دارد که رفتار جنسی را نامناسب می‌کند. یک ویژگی مشترک در این نوع سوء رفتارها و دلیلی که به آن‌ها سوء رفتار گفته می‌شود، این است که این نقض‌ها معمولاً در محیط کاری یا در شرایط نابرابری قدرت (مانند آزار جنسی) رخ می‌دهد.
سوء رفتار ادعایی می‌تواند در سطوح مختلفی باشد، مانند نشان دادن اندام تناسلی، حمله، درخواست‌های اصرارآمیز، التماس یا حتی بی‌توجهی به نشانه‌های غیرکلامی ناراحتی. «تعریف سوء رفتار جنسی هنوز به طور واضح مشخص نشده» و این یک اصطلاح غیرتخصصی است که گاهی در سیاست‌های سازمانی یا توسط نهادهای حرفه‌ای برای رسیدگی به مواردی که با نابرابری قدرت، اجبار و رفتارهای شکارگرانه همراه است، به کار می‌رود.

## تعاریف
از نظر قانونی، برای فردی که در موقعیت قدرت قرار دارد، سوء رفتار جنسی به‌ویژه شامل هرگونه فعالیت جنسی بین او و یکی از زیردستانش می‌شود. این معمولاً شامل معلمان و دانش‌آموزان، روحانیون و پیروانشان، پزشکان و بیمارانشان، و کارفرمایان و کارمندانشان است. اگرچه چنین فعالیتی معمولاً به صراحت غیرقانونی نیست، اغلب برخلاف قوانین اخلاقی حرفه‌ای است. به عنوان مثال، ممکن است یک معلم اخراج شود و یک پزشک مجوز پزشکی‌اش به دلیل سوء رفتار جنسی لغو گردد. علاوه بر این، فردی که در موقعیت زیردست قرار دارد ممکن است ادعای آزار جنسی کند. دانشگاه آیووا سوء رفتار جنسی را این‌گونه تعریف می‌کند: «... رفتار نامطلوب با ماهیت جنسی که بدون رضایت یا با زور، ترساندن، اجبار، یا دستکاری انجام می‌شود.»
برقراری رابطه جنسی با زیردستان، حتی زمانی که این رابطه توسط زیردستان آغاز می‌شود، از نظر برخی غیراخلاقی است زیرا زیردست به دلیل آسیب‌پذیری نسبت به مافوق و نابرابری قدرتی که رابطه را مشخص می‌کند، در موقعیت ضعیفی قرار دارد. در مورد رابطه پزشک و بیمار، داشتن رابطه جنسی با بیمار حتی پس از پایان رابطه حرفه‌ای نیز برای پزشک مشکل‌ساز تلقی می‌شود زیرا احتمال ادامه وابستگی و انتقال احساسات بیمار به پزشک وجود دارد؛ بنابراین، زمانی که پزشکان به هر نحوی از اعتماد، دانش، عواطف یا تأثیر ناشی از روابط حرفه‌ای قبلی استفاده می‌کنند، روابط جنسی با بیماران سابق را غیراخلاقی می‌دانند. در مقابل، اخلاق حقوقی اجازه می‌دهد که وکلا با موکلان سابق و در ایالت کالیفرنیا حتی با موکلان فعلی نیز رابطه جنسی برقرار کنند، به شرطی که رابطه جنسی توافقی باشد و در ازای خدمات حقوقی ارائه نشده باشد.
برخی فعالیت‌ها که به‌طور دقیق اروتیک نیستند، مانند مونینگ (نمایش باسن)، استریکینگ (دویدن عریان در یک مکان عمومی) و اسکینی دیپینگ (شنا کردن عریان)، گاهی به عنوان سوء رفتار جنسی دسته‌بندی می‌شوند. با وجود این نظرات، برخی دیگر بر این باورند که روابط جنسی در محیط کار، از جمله بین رئیس و کارمند، غیراخلاقی نیست. بسیاری از شرکت‌ها به‌اصطلاح ممنوعیت روابط دوستانه را اعمال نمی‌کنند، اما در عوض تفاوت بین دوست‌یابی توافقی و رفتار نامناسب را تشخیص می‌دهند.
به گفته جوآن لائوسیوس از روزنامه اتاوا سیتیزن، «تعریف سوء رفتار جنسی بسیار نامشخص است» و واژه «سوء رفتار» نیز فاقد دقت لازم است — این واژه می‌تواند به‌عنوان یک اصطلاح جامع برای انواع رفتارها استفاده شود و اغلب مانع از درک دقیق اتفاقات می‌شود. لائوسیوس بیان می‌کند که اصطلاحات «خشونت جنسی یا آزار و اذیت و تجاوز جنسی» اصطلاحات بسیار مشخص‌تری هستند که ماهیت ادعاها را به وضوح منتقل می‌کنند.
الین کریگ، دانشیار مدرسه حقوق شولیش در دانشگاه دالهوسی، اظهار می‌دارد که «سوء رفتار جنسی یک اصطلاح غیرتخصصی است که گاهی در سیاست‌های نهادی یا توسط نهادهای حرفه‌ای استفاده می‌شود. این اصطلاح مجموعه‌ای از رفتارهای جنسی مشکل‌ساز از جمله آزار و اذیت جنسی، تجاوز جنسی و سوء استفاده جنسی را در بر می‌گیرد. دو مورد از این اصطلاحات معانی قانونی خاص و متفاوتی دارند: تجاوز جنسی در زمینه حقوق کیفری معنای مشخصی دارد، برخلاف سوء رفتار جنسی که می‌تواند شامل رفتارهای مجرمانه و غیر مجرمانه باشد.»
الیزابت شیهی، دارنده کرسی شرلی گرینبرگ برای زنان و حرفه حقوقی در دانشگاه اتاوا، بیان می‌کند که "سوء رفتار جنسی یک مسئله اجتماعی است و نه یک خط ثابت — این موضوع با دسترسی زنان به برابری اقتصادی و سیاسی تغییر می‌کند. سوء رفتار جنسی در قوانین کیفری، قوانین حقوق بشر یا قراردادهای جمعی یافت نمی‌شود. ممکن است در قوانین انضباطی حرفه‌ای یافت شود." او بیان می‌کند که "ما توافقی در این باره نداریم، به جز سه ملاحظه کلیدی: اول، عدم توازن قدرت. دوم، اجبار، چه به صورت ضمنی و چه صریح. سوم، رفتار شکارچیانه."
آلی کراکفورد، یک آموزگار عمومی در مرکز بحران تجاوز جنسی اتاوا، اظهار می‌دارد که «سوء رفتار جنسی … یک اصطلاح جامع برای رفتارهایی است که قابل قبول نیستند، اما مشخص نیست چگونه باید طبقه‌بندی شوند. می‌تواند شامل هر چیزی باشد — کسی احساس ناراحتی کند، یا احساس می‌کند که تحت نظر است یا به شیوه ای خاص به او نگاه می‌شود.»
میشل کاتل در مقاله‌ای در مجله آتلانتیک نوشت که «... تقریباً بی‌نهایت سایه‌های رفتار ناخوشایند به نمایش گذاشته‌شده، مقوله‌های قانونی و فرهنگی مورد استفاده برای توصیف آن‌ها را به چالش می‌کشد»، زیرا این مسئله در «... برخی جهات، قلمروی ناشناخته است»، و این موضوع را «... مشکل می‌کند که بفهمیم خطوط جدید چگونه ترسیم خواهند شد، چه رسد به اینکه کجا قرار دارند.»
کاتل بیان می‌کند که «میلنیال‌ها و نسل ایکس‌های جوان‌تر به نظر می‌رسد که تعریف گسترده‌تری از آنچه که آزار و اذیت محسوب می‌شود، دارند و همچنین در بیان تجربیات خود تردید کمتری دارند.»

## در میان مربیان
بررسی ادبیات سوء رفتار جنسی معلمان منتشر شده توسط وزارت آموزش ایالات متحده نشان داد که ۹٫۶٪ از دانش آموزان دبیرستانی نوعی سوء رفتار جنسی را تجربه کرده‌اند. کودکان سیاه‌پوست، اسپانیایی‌تبار، و سرخپوستان بومی آمریکا در معرض بیشترین خطر آزار جنسی قرار دارند. همچنین کودکان دارای معلولیت در معرض خطر بیشتری قرار دارند. دلیل این امر ممکن است نیاز بیشتر آنها به توجه فردی و مشکلات احتمالی آنها در برقراری ارتباط باشد. 
کودکانی که قربانی سوءرفتار جنسی مربیان شده‌اند، معمولاً اعتماد به نفس پایینی دارند و احتمالاً به افکار خودکشی و افسردگی مبتلا می‌شوند. از آنجایی که آزارگر فردی بود که کودک تشویق شده بود به او اعتماد کند، ممکن است احساس خیانت را تجربه کند. 
در نظرسنجی سال ۲۰۰۲، انجمن ملی زنان دانشگاهی (AAUW) گزارش داد که از بین دانش‌آموزانی که مورد آزار قرار گرفته بودند، ۳۸٪ توسط معلمان یا دیگر کارکنان مدرسه مورد آزار قرار گرفته‌اند. یک نظرسنجی که با دانشجویان روان‌شناسی انجام شده، گزارش می‌دهد که ۱۰٪ از آن‌ها با مربیان خود تعاملات جنسی داشته‌اند؛ در عوض، ۱۳٪ از معلمان گزارش داده‌اند که با دانش‌آموزان خود تعاملات جنسی داشته‌اند.
در نظرسنجی ملی که برای بنیاد آموزشی انجمن ملی زنان دانشگاهی در سال ۲۰۰۰ انجام شد، مشخص شد که در حدود ۲۹۰٬۰۰۰ دانش‌آموز بین سال‌های ۱۹۹۱ و ۲۰۰۰ مورد سوء استفاده جسمی جنسی توسط کارکنان مدارس دولتی قرار گرفته‌اند. یک مطالعه بزرگ در سال ۲۰۰۴ که توسط وزارت آموزش و پرورش ایالات متحده انجام شد، نشان داد که نزدیک به ۱۰ درصد از دانش‌آموزان مدارس دولتی ایالات متحده گزارش داده‌اند که مورد توجه جنسی از سوی کارکنان مدرسه قرار گرفته‌اند. شارول شیکشاف، محقق در این حوزه، ادعا کرد که سوء استفاده جنسی در مدارس دولتی «احتمالاً بیش از ۱۰۰ برابر سوء استفاده توسط کشیش‌ها است.»
در سال ۱۹۹۵، مرکز کنترل و پیشگیری بیماری‌ها (CDC) بخشی از این مطالعه را با ۸٬۸۱۰ دانش‌آموز در ۱۳۸ دانشگاه تکرار کرد. این مطالعه تنها به بررسی تجاوز جنسی پرداخت و به تجاوز جنسی ناموفق نپرداخت. نتایج نشان داد که ۲۰٪ از زنان و ۴٪ از مردان در طول زندگی خود تجربه تجاوز جنسی داشته‌اند.
در دانشگاه‌ها، مشخص شده است که الکل مسئله‌ای رایج در رابطه با تجاوز جنسی است. تخمین زده شده که از هر ۵ زن، یک نفر تجربه تجاوز جنسی دارد و از میان این زنان، ۵۰–۷۵٪ یا مهاجم، یا زن، یا هر دو، قبل از تجاوز الکل مصرف کرده‌اند. الکل تنها به عنوان یک عامل در نرخ‌های تجاوز جنسی در دانشگاه‌ها مطرح نیست، بلکه به دلیل شیوع آن، تجاوزات به‌طور خاص تحت تأثیر عدم توانایی در دادن رضایت هنگام مستی و ندانستن زمان مداخله از سوی شاهدان به دلیل مستی خود یا مستی قربانی قرار می‌گیرند.
یک نظرسنجی در سال ۲۰۰۷ که توسط مؤسسه ملی عدالت انجام شد، نشان داد که ۱۹٫۰٪ از زنان دانشگاهی و ۶٫۱٪ از مردان دانشگاهی از زمان ورود به دانشگاه، تجربه تجاوز جنسی یا تلاش برای تجاوز جنسی را داشته‌اند.
در مرور ادبیات مربوط به اتهامات تجاوز جنسی که در مجله حقوق دانشگاه پنسیلوانیا در سال ۲۰۱۷ منتشر شد، دی. تورکهیمر به مشکلات مربوط به اعتبار قربانیان تجاوز و ارتباط آن با ادعاهای نادرست تجاوز پرداخت. او به داده‌های نظرسنجی ملی از مراکز کنترل و پیشگیری بیماری‌ها اشاره کرد که نشان می‌دهد ۱ نفر از هر ۵ زن (و ۱ نفر از هر ۷۱ مرد) در طول زندگی خود در مقطعی مورد تجاوز قرار می‌گیرند. با وجود شیوع تجاوز و این واقعیت که ادعاهای نادرست تجاوز نادر است، تورکهیمر گزارش داد که افسران اجرای قانون غالباً به ادعاهای تجاوز باور ندارند. این پیش داوری مستند منجر به کاهش نتایج تحقیقات و عدالت کیفری در مقایسه با سایر جرایم می‌شود. تورکهایمر می‌گوید که زنان در تمام مراحل سیستم قضایی، از جمله پلیس، هیئت منصفه، قضات و دادستان با «تخفیف اعتبار» مواجه هستند. این کاهش اعتبار به‌ویژه هنگامی که قربانی با متهم آشنا است، بسیار بارز است و اکثریت قریب به اتفاق تجاوزات در این دسته قرار می‌گیرند.
وزارت دادگستری ایالات متحده تخمین زد که از سال ۲۰۰۵ تا ۲۰۰۷، حدود ۲٪ از قربانیان تجاوز جنسی که در حالت ناتوانی (از جمله به دلیل مصرف مواد مخدر، الکل یا دلایل دیگر) مورد تجاوز قرار گرفته بودند، این تجاوز را به پلیس گزارش کرده‌اند، در مقایسه با ۱۳٪ از قربانیانی که تجربه تجاوز جنسی فیزیکی اجباری داشتند.

## برای مطالعهٔ بیشتر
- Council on Ethical and Judicial Affairs (Nov 20, 1991). "Sexual misconduct in the practice of medicine". JAMA. American Medical Association. 266 (19): 2741–5. doi:10.1001/jama.266.19.2741.
- West, SG; Hatters-Friedman, S; Knoll, JL IV. (2010). "Lessons to learn: female educators who sexually abuse their students". Psychiatric Times. 27 (8): 9–10.